# رتبوش
رتبوش (به آلمانی: Rotbusch) یک منطقهٔ مسکونی در آلمان است که در اشمالنبرگ واقع شده‌است. رتبوش ۳ نفر جمعیت دارد.